# カンパ
カンパとは、ロシア語のкампания（kampaniya、カンパニア、英語のcampaignと同義）を語源とする言葉。
кампанияは「大衆に運動を促すこと、そのための寄付を募ること」を意味するが、日本においては、もっぱら「資金集め」の意味で用いられることが多い。
英語由来の同様の意味であるクラウドファンディングというカタカナ語も使われる。

## 概要
元来、左翼運動においてカンパニア（キャンペーン）は、広く大衆へ訴えかける活動全てを指していたが、活動資金を募る「資金カンパニア」が盛んになるにつれ、カンパ=資金集めという意味で用いられるようになった。
元々は左翼運動における用語だったが、今日の日本では、例えば政治資金カンパや企業カンパ、町内会行事のカンパなど広く市民権を得た言葉となっている。他者に金銭を無心する仕組みと性格であることから、不道徳な活動家や一般市民の間では恐喝や脅迫にも使われ、詐欺目的でカンパを行う集団や個人も絶えない。
また日本においては、中高生の在学中の妊娠など、何らかの事情により急遽まとまった金銭が必要となった青少年（少女）間で、カンパ活動が行われることもあった。